# Samostan Elten
Samostan Elten je bil posvetni samostan za (visoke) plemenite dame v Hoog-Eltnu. Od začetka je bil samostan izključno za ženske, ki so živele po statutu in kapitlju pod škofovsko jurisdikcijo.

## Zgodovina
Konec devetega stoletja so grofje Hamalandski imeli v lasti grad na Elterbergu. Ta grad lahko opredelimo kot grad. Elten je bil last družine Hameland in tam so po letu 882 zgradili nadomestni grad, ki je imel vlogo pri zaroti proti Godfreyu Noormanskemu leta 885. Grad je bil tesno povezan z gradom Hameland v Zutphenu.
Potem ko je grof Meginhard IV. sodeloval v velikem uporu proti kralju Otonu I. Velikemu (936-973) v letih 938-939, so mu urad odvzeli  in njegovo posest, vključno z Eltenom, zaplenili. 18. julija 944 je Oton pomilostil grofa Hamalandskega, vendar ne Meginharda, ampak njegova dva sinova, Wichman pa je prejel grad Elten. Wichman je postal oče zloglasne Adele in Liutgarde, prve opatinje Eltena. Poleg dveh hčera je imel Wichman sina prav tako po imenu Wichman, ki je umrl pri sedmih letih.

## Od gradu do samostana
Potem ko je njegov edini sin in naslednik Wichman ml. umrl 1. avgusta 965/966, je dal Wichman IV. Hamalandski svoj rezidenčni grad Elten, narejen iz lesa, okoli leta 967 spremeniti v kamnito kanonično ustanovo, tako imenovani ženski samostan. Njegova hči Liutgarda (†995) je postala prva opatinja. Cesar Oton I. Veliki je 29. junija 968 potrdil Wichmanove donacije ustanovi.
Dne 14. decembra 973 je cesar Oton II. vzel samostansko ustanovo pod svojo zaščito in podelil imuniteto nad vsem premoženjem ustanove. S tem je Elten postal državna samostanska ustanova. Poleg tega je ustanova dobila svobodno izbiro opatinje ter pravice do mitnine in ribolova v grofiji Salland in IJssel, tako imenovanem Katentolu.

### Odvetništvo/Skrbništvo
Opatinje samostana so smele same izbrati svoje advokate (fogte) ali varuhe, kar je moral odobriti le utrechtski škof. Verjetno so bili to advokati/skrbniki iz ustanoviteljske družine. Leta 1357 je bilo skrbništvo nad samostanom v rokah grofa, pozneje vojvode Gelderskega, ki poskuša pridobiti vpliv na samostan, nakar opatinja Irmgard Berška izjavi, da grof nima nobenega posla v ' upravljanju in gospostvu Elten'. Vendar se je leta 1402 vojvoda Gelderski vmešal v imenovanje opatinje. Sporoča, da po posvetovanju s prijatelji naše raide imenuje za opatinjo Lucijo Kerpensko. Dodaja, tako kot so to počeli naši predniki.
Potem ko je leta 1473 Gelders padel v roke burgundskega vojvode Karla Drznega, je skrbništvo nad 'državnim kapitljem Elten' skupaj z drugimi območji prenesel na vojvodo Janeza I. Kleveškega kot nagrado za storitve, opravljene v spopadih za Gelderland, pomoč pri pridobivanju Geldersa. Elten je bil takrat največji. Ta vojvoda poskuša pridobiti tudi oblast nad jurisdikcijo Eltena tako, da vpliva na izbiro opatinje. Po smrti Neže Bronkhorstske leta 1475 je predlagal Mejno Daun-Obersteinsko. Na koncu je bila imenovana Elsa Daunska, ki so jo izbrali eltenski kanoniki in kanoniki, kar je zagotovilo neodvisnost kapitlja. Mejna Daun-Obersteinska pa je leta 1489 postala kneginja-opatinja (Fürst-opatinja) samostana Essen. Vojvode Kleveški so pridobili vpliv na kasnejša imenovanja.
Leta 1609 je vojvodina Kleve postala del volilnega doma Brandenburg, preneseno pa je bilo tudi odvetništvo/skrbništvo nad samostanom Elten. Ko je leta 1701 Brandenburg postal del Prusije, je skrbništvo pripadlo Prusiji.
V Eltenu je šlo za tako imenovanega dnevnega ali zakonitega skrbnika. Ta je urejal vse posvetne zadeve ustanove. Kot odvetnik je deloval kot nadlokalni posrednik v imenu cerkve. Poleg sodstva v transakcijah z blagom in vojaških zadevah je vodil tudi visoko sodstvo, vključno z izvrševanjem telesnih in smrtnih obsodb. Samostan Elten je spadal pod škofovsko jurisdikcijo.

### Kapitelj
Eltenski kapitelj je razlikoval med kanonizirankami (dekletami) in učenci. Šolniki lahko odidejo na dopust po enem letu bivanja, za razliko od novih učencev, ki smejo na dopust šele po dveh letih bivanja. Poleg tega si morajo dekleta med dopustom nadeti roke. Dekleta imajo volilno pravico v kapitlju, potem ko postanejo kanonizirana. Učenci nimajo glasovalne pravice.

### Število nun
Nič ni znanega o številu rezidentk ali prebendatk kanonizirank iz zgodnjega obdobja kapitlja. Domneva se, da je bilo v poznem srednjem veku malo deklet, ki so prejele prebendo. Leta 1402 je tam prebivalo osem deklet. Na volitvah opatinje leta 1443 je bilo šest kanonic, leta 1475 štiri, leta 1544 pa se je število zmanjšalo na dva. Štiri dame, razen opatinje, so omenjene v dokumentu iz obdobja med 1443 in 1471, ki se nanaša na navodila oskrbniku in uradniku.  Predvidevajo, da je v 15. in 16. stoletju v samostanu živelo skupno dvajset žensk, od tega sedem učenk.

#### Izvor
Kapitelj v Eltenu, tako kot kapitlja v Susterenu in Thornu, je sprejemal samo hčere iz "visokega plemstva". Med »visoko« plemstvo so spadali plemiški svobodnjaki, »pravo plemstvo«, ne glede na to, ali je pripadalo viteškemu stanu ali ne, za katerega je bil odločilen pravni status rojstva.  Treba je bilo biti sposoben pripraviti izjavo o osmih plemiških kolenih.
Od trinajstega do šestnajstega stoletja je bil odstotek plemiških svobodnjakov več kot 80 %, 5 % jih je bilo ministerialnega porekla, skoraj 1 % je bilo rojenih s ščitom, izvora 13 % pa ni bilo mogoče izslediti.

### Moški redovnik
Moški redovniki so prebivali v vseh ženskih samostanih, ker nekatere naloge v katoliški veri ženske niso smele opravljati. Kot na primer vzdrževanje cultus divinus in duhovna oskrba župnijskih učiteljev in faranov samostanske cerkve. Ženski samostan ni mogel delovati brez moških redovnikov, kar pa ni okrnilo ženskega značaja cerkve. Elten je imel štiri kanonike, ki so bili vsi duhovniki glede na svoje dolžnosti. Kanoniki so imeli volilno pravico v kapitlju in so bili prisotni pri volitvah opatinje.

## Režim delovanja
Leta 968 je Wichman podaril svoje fevde, vključno z Naerdinclantom (do leta 1300 ime za 't Gooi) samostanski ustanovi. Leta 1280 se je eltenska opatinja Godelinde (1272-1288) na gradu Vreeland dogovorila s holandskim grofom Florisom V., da bodo vse pravice oblasti prenesene v [večni] dedni zakup. Samostan je obdržal fevde služabnikov Nijenrodeja in dohodke kanonikov . Prenesene so bile tudi uzurpacije gospodov Amstelskih. S tem prenosom je Floris V. prejel vse suverene pravice in večino zemljiških pravic. Floris je za pravice plačal pavšalni znesek in letno najemnino v višini petindvajset utrechtskih funtov. Fundacija si je tako zagotovila prihodek od Naerdinclanta.  

## Konec samostanske ustanove
Leta 1802 je območje prevzela Prusija. To je legalizirano v Reich Deputation Shauptschluss z dne 25. februarja 1803, kjer je v 3. členu opatija Elten skupaj z opatijo Essen in škofijo Paderborn dodeljena Prusiji. To je povzročilo, da je samostan izgubil svojo neodvisnost. Potem ko je morala Prusija v Tilzitskem miru leta 1807 prepustiti vse svoje posesti zahodno od Labe Francoskemu imperiju, je območje leta 1807 postalo del Velikega vojvodstva Berg. Leta 1811 je vrata samostana zaprl Napoleon s cesarskim dekretom. Šest deklet, ki so še bile v samostanu, je dobilo pokojnino.
Dunajski kongres je leta 1815 obnovil staro stanje in pripojil Elten nazaj Kraljevini Prusiji. Samostanska cerkev je postala župnijska cerkev Hoch-Elten. Leta 1832 so bile zgradbe opatije prodane za rušenje. Ohranjene so tri stavbe.